# Col Athabasca
Pour les articles homonymes, voir Athabasca.
Le col Athabasca (anglais : Athabasca Pass) est un col de montagne des montagnes Rocheuses situé sur la frontière entre l'Alberta et la Colombie-Britannique. Il est reconnu comme lieu historique national.

## Toponymie
Le nom du col est associé à la rivière Athabasca dont la rivière Whirlpool est un affluent. Le nom « Athabasca » provient du cri et signifie « là où il y a des roseaux ». Ce nom fait référence au delta que la rivière Athabasca forme à son embouchure sur le lac Athabasca.

## Géographie
Le col Athabasca est situé sur la frontière entre l'Alberta et la Colombie-Britannique. La partie albertaine du col est incluse dans le parc national de Jasper. Les terres du côté de la Colombie-Britannique font partie des terres de la couronne (terres publiques) de cette province.
Il est délimité à l'ouest par le mont Brown et à l'est par la crête McGillivray, tous deux situés sur le Continental Divide. Les eaux du côté albertain s'écoulent vers l'océan Arctique par la rivière Whirlpool, un affluent de la rivière Athabasca. Du côté britanno-colombien, elles s'écoulent par le ruisseau Pacific vers la rivière Wood pour finalement atteindre le lac Kinbasket, sur le fleuve Columbia.

## Histoire
Le col Athabasca fut découvert en 1811 par David Thompson, guidé par Thomas l'Iroquois. Il cherchait une nouvelle route pour la compagnie du Nord-Ouest afin d'accéder au fleuve Columbia à la suite du blocus qu'exerçait les Péigans sur le col Howse.

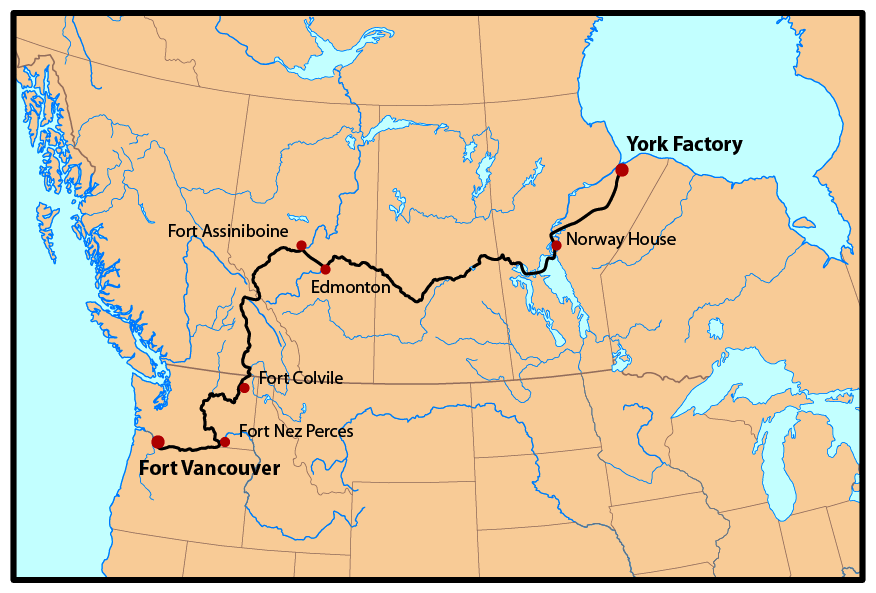
Le York Factory Express

L'importance de ce col augmenta avec la fusion de la compagnie du Nord-Ouest avec sa rivale, la compagnie de la Baie d'Hudson. En 1835, cette dernière fonda Fort Vancouver qui devint la capitale de son district du Columbia. La compagnie créa aussi un service de courrier, le York Factory Express, qui assurait la liaison entre York Factory et Fort Vancouver. L'établissement de la frontière entre l'Amérique du Nord britannique et les États-Unis en 1846 marqua le début du déclin de ce col par la perte du bas Columbia. En 1848, la compagnie créa un nouveau service de courrier passant par l'isthme de Panamá, beaucoup plus rapide. Le York Factory Express fut finalement abandonné par la compagnie de la Baie d'Hudson en 1855, laissant le col à son état naturel.
En 1824, George Simpson, le gouverneur de la compagnie de la Baie d'Hudson, baptisa un petit lac au sommet le Committee's Punch Bowl (« Bol à punch du Comité ») en référence au comité londonien de la Compagnie.
Le col fut reconnu comme lieu historique national du Canada le 27 mai 1971.